# ファジ丸
ファジ丸（ファジまる）は、日本プロサッカーリーグ（Jリーグ）に加盟するファジアーノ岡山のマスコットキャラクター。
モチーフは、チーム名の由来にもなっているキジ。

## 概要
性別は雄 で、好きな色はファジアーノレッド（えんじ色）、嫌いなものは雨。明るく元気な性格で、大の子供好きでプロレスファン。「ファジアーノ岡山の熱狂的サポーター」という設定がある。
クラブがまだ地域リーグの頃から登場しており、2016年10月にお目見えした「ファジアーノ岡山応援ラッピングトレイン」にもイラストが大きく描かれているなどクラブのシンボルとして認知されている。

## 出来事
- 2005年11月20日　初登場。当時はイラストのみだった。
- 2006年2月9日　名前がファジ丸に決まる[3]。
- 2009年6月7日　J2第20節 岡山vsC大阪戦（桃太郎スタジアム）にて着ぐるみ初登場。

## エピソード

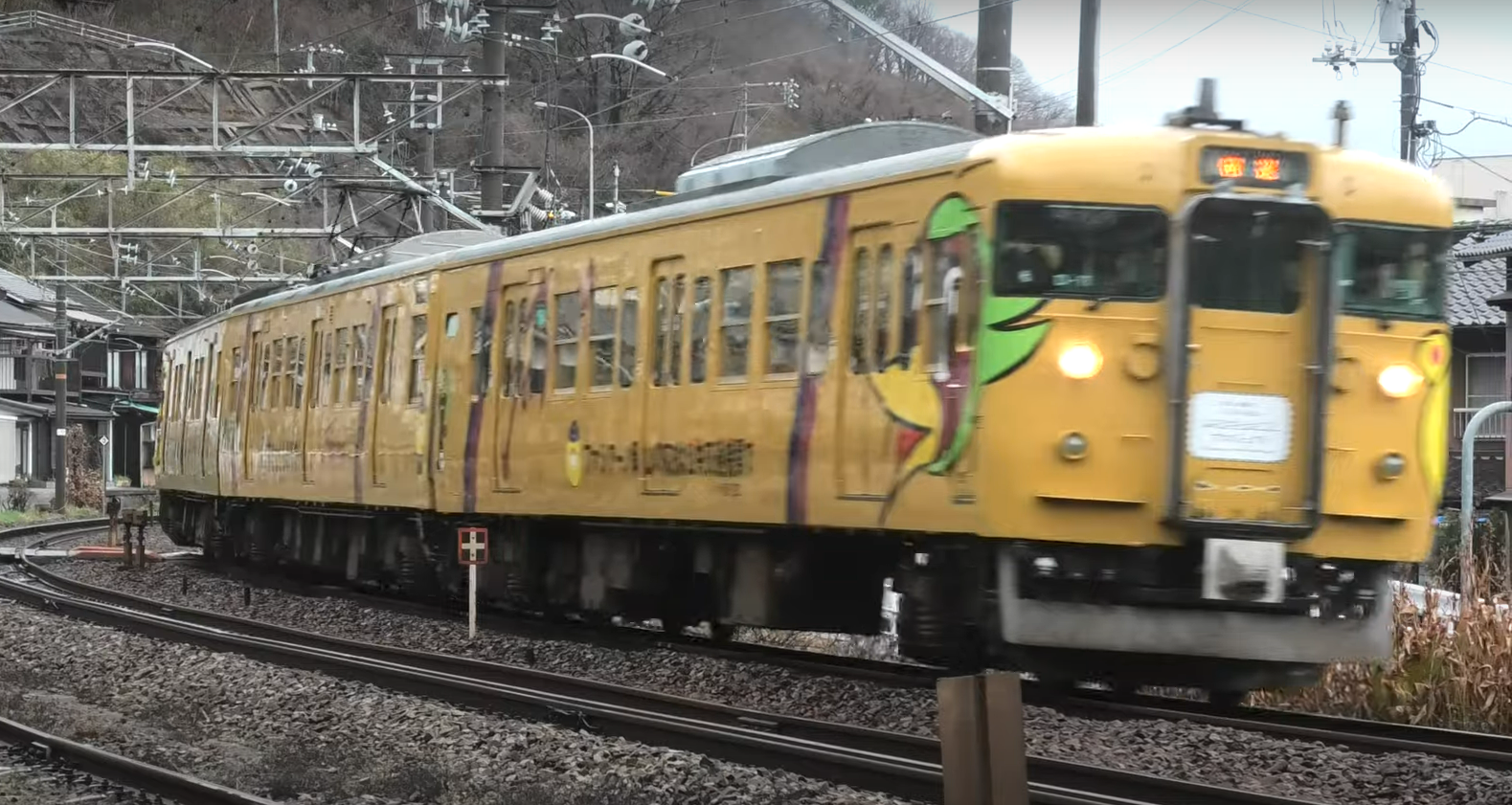
ファジ丸仕様の車両

FUJI XEROX SUPER CUPのイベントの一つとして開催されている「Jリーグマスコット総選挙」には初回の2013年から参加しており、2013年は全37体中28位、2014年は全37体中30位、2015年は全40体中37位、2016年は全39体中35位、2017年は全49体中35位、2018年は全51体中42位、2019年は全53体中30位、2020年は全53体中32位、2021年は全55体中41位、2022年は全54体中34位の成績である。ちなみに2016年までのプロフィール紹介ではJリーグ非公認マスコット（理由は不明）と掲載されていた。

### 注記
1. ↑  「ファジアーノ」(Fagiano) はイタリア語で「キジ（雉）」の意味[1]。キジは岡山にゆかりの深いおとぎ話の一つである「桃太郎」に登場する動物の一つで、岡山県の県鳥にもなっている。